# Bay Hill
Bay Hill és una concentració de població designada pel cens dels Estats Units a l'estat de Florida. Segons el cens del 2000 tenia 5.177 habitants.

## Demografia
Segons el cens del 2000, Bay Hill tenia 5.177 habitants, 1.786 habitatges, i 1.500 famílies. La densitat de població era de 786,9 habitants per km².
Dels 1.786 habitatges en un 39,2% hi vivien nens de menys de 18 anys, en un 76,3% hi vivien parelles casades, en un 5,4% dones solteres, i en un 16% no eren unitats familiars. En el 12,4% dels habitatges hi vivien persones soles el 4,1% de les quals corresponia a persones de 65 anys o més que vivien soles. El nombre mitjà de persones vivint en cada habitatge era de 2,9 i el nombre mitjà de persones que vivien en cada família era de 3,17.
Per edats la població es repartia de la següent manera: un 26,5% tenia menys de 18 anys, un 5,6% entre 18 i 24, un 25% entre 25 i 44, un 32,2% de 45 a 60 i un 10,8% 65 anys o més.
L'edat mediana era de 42 anys. Per cada 100 dones de 18 o més anys hi havia 96 homes.
La renda mediana per habitatge era de 99.894 $ i la renda mediana per família de 101.246 $. Els homes tenien una renda mediana de 78.170 $ mentre que les dones 38.889 $. La renda per capita de la població era de 46.744 $. Entorn del 3,8% de les famílies i el 4,3% de la població estaven per davall del llindar de pobresa.

## Poblacions més properes
El següent diagrama mostra les poblacions més properes.